# 仙臺地方裁判所
仙臺地方裁判所（日语：／ Sendai chihō saibansho */?）是位於日本宮城縣仙台市的地方裁判所，管轄宮城縣，在大河原、古川、石卷、登米、氣仙沼設有支部。